# Vicente Valls Gadea
Vicente Valls Gadea (Alcoi, 1895-Ibídem, 1974), va ser un arquitecte espanyol d'estil racionalista.

## Biografia
Va estudiar a Barcelona a l'escola de la ciutat, i l'any 1922, a l'edat de 27, els va concloure, obtenint així el seu títol. Va ser arquitecte municipal de València, Gandia i Ontinyent i professor de l'Escola d'Arts i Oficis de València.
En els seus primers anys treballa en projectes poc coneguts, destacant alguns treballs a Alcoi, com l'Església de Sant Jordi (1923-1927), els habitatges a Rigoberto Albors cantonada Marquesa de Togores (1924), el Col·legi Cervantes començat l'any 1927 entre altres feines. Durant aquest període col·laborarà amb els arquitectes Juan Vidal a Alacant i Joaquín Aracil i Aznar a Alcoi.
Durant la guerra civil va estar residint a Palma de Mallorca on va realitzar diverses feines per a l'ajuntament com el projecte del Mercat de l'Olivar.
El llenguatge de la seva obra oscil·la entre el casticisme a la seva època més primerenca, com a l'edifici de Papereres Reunides a Alcoi, i el racionalisme amb trets expressionistes en la seva etapa posterior. Exemple de la modernitat d´aquesta etapa són l'edifici Merín, a Cocentaina, un dels primers exemples d´arquitectura racionalista a la província d´Alacant o l'edifici Roca a València.
També va dur a terme projectes de reconstrucció d'edificis perjudicats a la contesa nacional, com la reconstrucció total en estil gòtic de la Casa Natalícia de Sant Vicent Ferrer (1944).
Va realitzar nombrosos edificis d'habitatges al barri de l'Eixample de València i el projecte d'ordenació de la platja de Gandia. en el que pretenia arribar a ser una Ciutat Jardí. Finalment aquest projecte no es va realitzar però hi ha vestigis de la ciutat jardí projectada a l'avinguda de Blasco Ibáñez.
Durant el seu període com a arquitecte municipal de València, també va ser responsable de les construccions sanitàries (Hospital Municipal per a Infecciosos, posterior Hospital del Cid i Gotes de Llet, així com els dispensaris d'higiene infantil promoguts per l'Ajuntament, com el del districte de la Dehesa i el del Botànic, els projectes dels quals va signar el 1944) i escolars (grup escolar Pare Manjón al barri de la Torre, projecte del 1944; el grup escolar Teodoro Llorente, amb projecte del 1945 i ampliació del 1948, i el grup escolar Salvador Tuset a Benicalap, amb plànols signats el 1947). També se li va encarregar la construcció per a l'Ajuntament d'estacions sanitàries situades als afores de la ciutat, per inspeccionar les mercaderies que entraven a ciutat.
Va tenir nou fills. Un dels seus fills, Vicente Valls Abad, nascut el 1924 a Alcoi, es va ocupar de l'estudi i els clients del seu pare i va ser també un reconegut arquitecte amb diverses obres arquitectòniques a València.

## Obres
Algunes de les seves obres per ordre cronològic són:
- Església de Sant Jordi (Alcoi), al costat de l'arquitecte Timoteu Briet Montaud (1923-1927).[8]
- Edifici d'habitatges al carrer Rigoberto Albors cantonada Marquesa de Togores, a Alcoi (1924).
- Façana lateral del Monestir del Sant Sepulcre, a Alcoi, d'estil barroc regionalista. (1925).
- Edifici del Banc d'Espanya, a Alcoi (1927).
- Col·legi Lluís Vives a Ontinyent, seu de la Universitat de València (1927).
- Escoles Nacionals San José de Calasanz a Aielo de Malferit (1927). Actualment acull el Museu Nino Bravo.
- Edifici de Papeleras Reunidas, a Alcoi (1930).[9]
- Edifici Merín a la Plaça Alcalde Reig número 12, a Cocentaina (1930-1931).[1]
- Edifici Roca, al carrer Sant Vicent 34, a València (1934-1936).[1]
- Església parroquial La nostra Senyora del Socors de València (1941).[2]
- Església arxiprestal de Santa Maria (Alcoi) amb l'arquitecte Roque Monllor Boronat (1942).
- Baixador de Benicalap, a València. (1942).
- Grup de 203 habitatges per a la Cooperativa de l'Habitatge Popular Valencià juntament amb l'arquitecte alcoià José Cort Botí, a València (1959-1964).
- Antic Centre Sanitari Municipal de l'Ajuntament de València a Navarro Reverter, construït el 1964 i enderrocat el 2010.[2][10]
- Edificis d'habitatges al barri de l'Eixample de València.
- Escoles al carrer Santa Àgueda, a Bocairent (València), actualment Institut d'Ensenyament Secundari.